# Степной (Городищенский район)
Степной — посёлок в Городищенском районе Волгоградской области России, административный центр Россошенского сельского поселения.
Население — 2273 чел. (2010).

## География
Посёлок расположен в степной зоне в пределах Приволжской возвышенности, относящейся к Восточно-Европейской равнине, при балке Попова (правый приток реки Россошки). Рельеф местности холмисто-равнинный. Центр поселка расположен на высоте около 90 метров над уровнем моря. Почвы — светло-каштановые солонцеватые и солончаковые.
Близ посёлка проходит автодорога Вертячий — Гумрак. По автомобильным дорогам расстояние до центра Волгограда составляет 33 км, до районного центра посёлка Городище — 33 км.
Климат
Климат умеренный континентальный с жарким летом и малоснежной, иногда с большими холодами, зимой (согласно классификации климатов Кёппена — Dfa). Температура воздуха имеет резко выраженный годовой ход. Среднегодовая температура положительная и составляет +8,0 °С, средняя температура января −7,6 °С, июля +23,9 °С. Расчётная многолетняя норма осадков — 392 мм, наибольшее количество осадков выпадает в декабре (41 мм) и июне (40 мм), наименьшее в марте и октябре (по 24 мм).
Часовой пояс
Степной, как и вся Волгоградская область, находится в часовой зоне МСК (московское время). Смещение применяемого времени относительно UTC составляет +3:00.

## История
Дата основания не установлена. Предположительно основан во второй трети XX века.
На карте 1941 года на месте посёлка Степной отмечено подсобное хозяйство (хутор).
Посёлок относился к Россошинскому сельсовету. В 1963 году Россошинский сельсовет передан в состав Калачёвского района. Вновь передан в состав Городищенского района в 1977 году.

### Достопримечательности
В Степном находится братская могила советских воинов, погибших в годы Сталинградской битвы ВОВ (1942—1943).

## Население
| 1987  | 2002 |
| ----- | ---- |
| ≈1600 | 2254 |

| 2010 |
| ---- |
| 2273 |